# Oisín Kelly

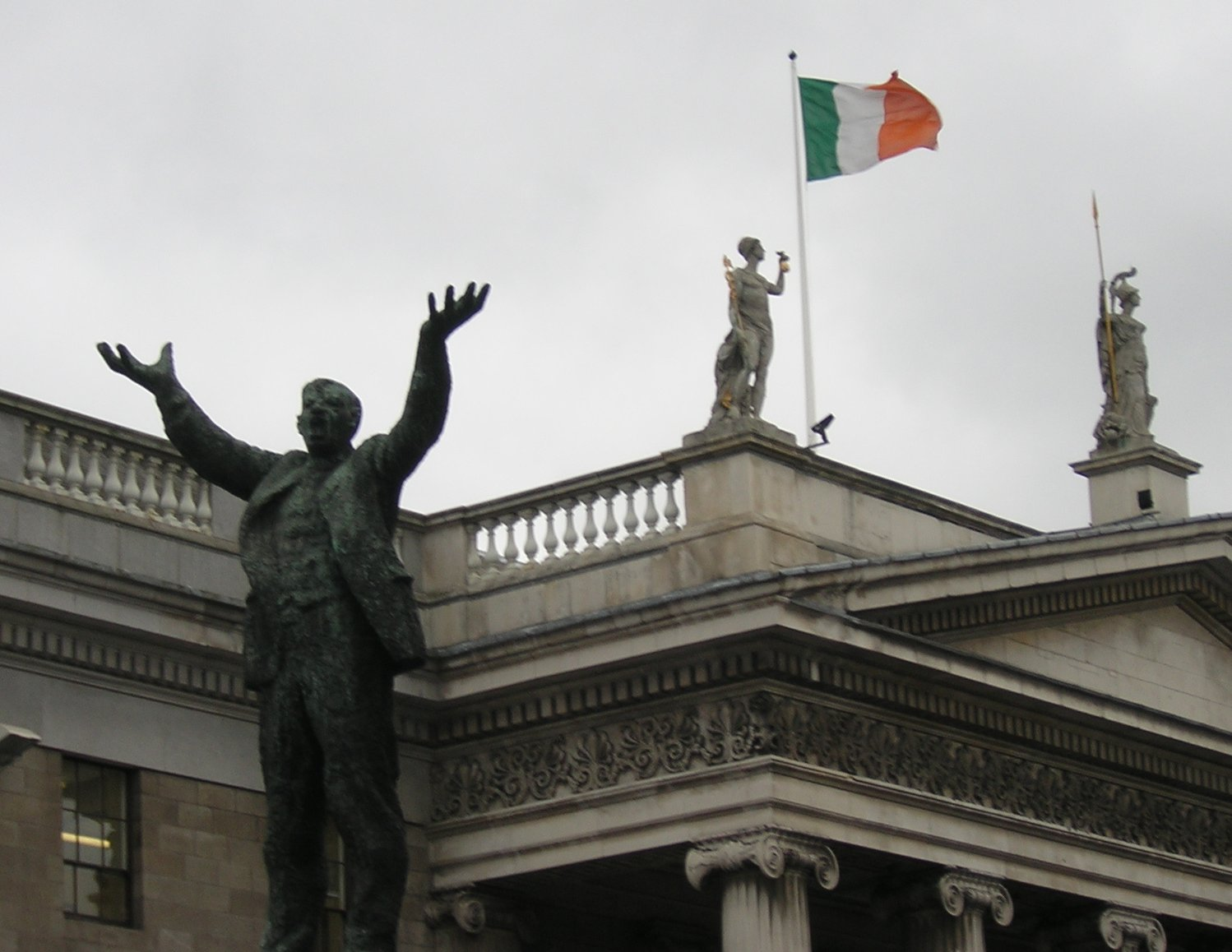
Estatua de James Larkin en O'Connell Street (Oisín Kelly 1977)

Oisín Kelly, nacido el 17 de mayo de 1915 en Dublín y fallecido el 1981 , fue un escultor irlandés.

## Datos biográficos
Kelly nació como  Austin Kelly en Dublín, hijo de William Kelly, director del Colegio Nacional de James's Street , y de su esposa Elizabeth (nacida McLean).  Trabajó como maestro de escuela, antes de convertirse en artista residente en el Centro de Diseño de Kilkenny en 1966. Inicialmente asistió a las clases nocturnas  en la Escuela Nacional de Arte y Diseño y estudió brevemente entre 1948-49 con Henry Moore .
En un principio se concentró en pequeñas tallas de madera y sus primeros encargos fueron en su mayoría para iglesias católicas. Alcanzó la fama después de ser el encargado de hacer una escultura, Los hijos de Lir (1964), para el Jardín de la Memoria de Dublín, inaugurado en 1966, en el 50 aniversario del Alzamiento de Pascua . More public commissions followed, including the statue of James Larkin on Dublin's O'Connell Street . A este siguieron otros encargos públicos , incluida la estatua de James Larkin en la  O'Connell Street de Dublín.
Aparece en cinco de las líneas mágicas del segundo  "Soneto Glanmore" de Seamus Heaney:

"'These things are not secrets but mysteries,' 

Oisin Kelly told me years ago
In Belfast, hankering after stone 
That connived with the chisel, as if the grain 

Remembered what the mallet tapped to know."

"Estas cosas no son secretos sino misterios",

me dijo Oisin Kelly hace años 
en Belfast, con el anhelo de una piedra
en connivencia con el cincel, como si el grano 

Recordase lo que el golpe del mazo deseaba."

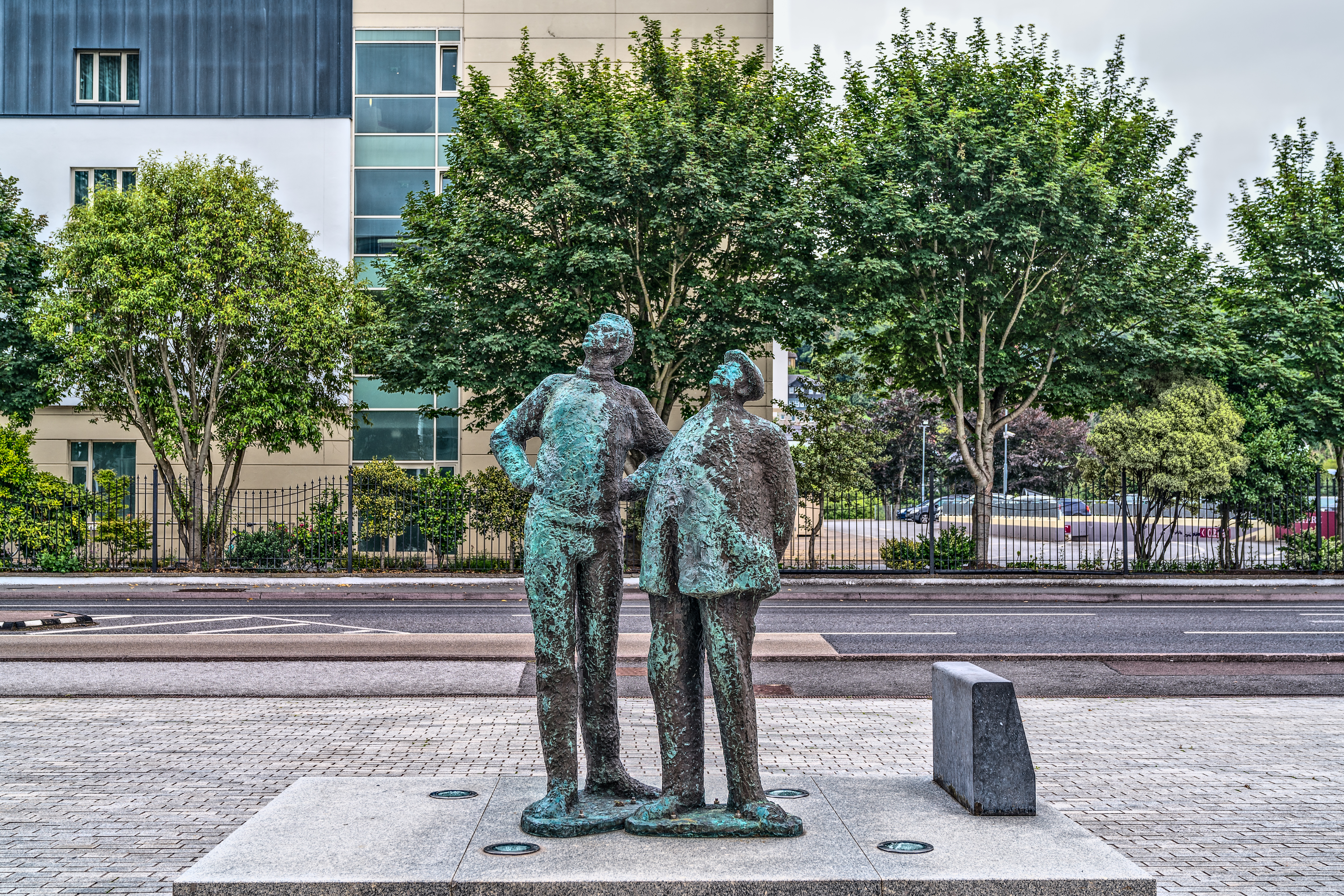
Two Working Men, 1969

## Obras públicas
Entre las mejores y más conocidas obras de Oisín Kelly se incluyen las siguientes:
- Los hijos de Lir - The Children of Lir (1964) Jardín de la Memoria , Dublín
- Dos trabajadores - Two Working Men (1969) en el County Hall, Cork
- Roger Casement (1971) Banna Strand, Condado de Kerry
- Jim Larkin (1977) O'Connell Street, Dublín
- Carros de Vida - Chariots of Life (1978) Centro de la vida irlandesa, Dublín

- The marchers 1966. Irish Museum of Modern Art

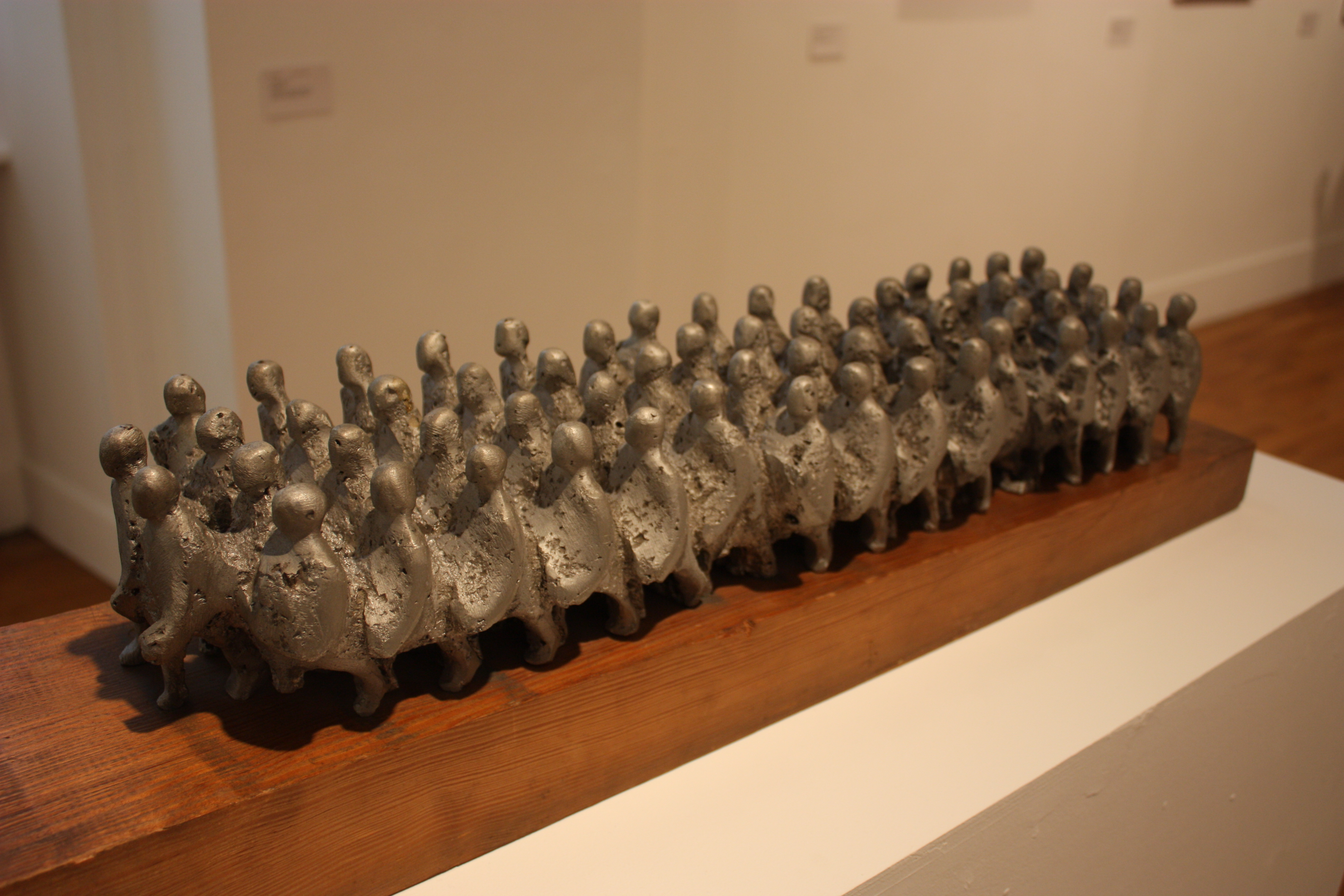
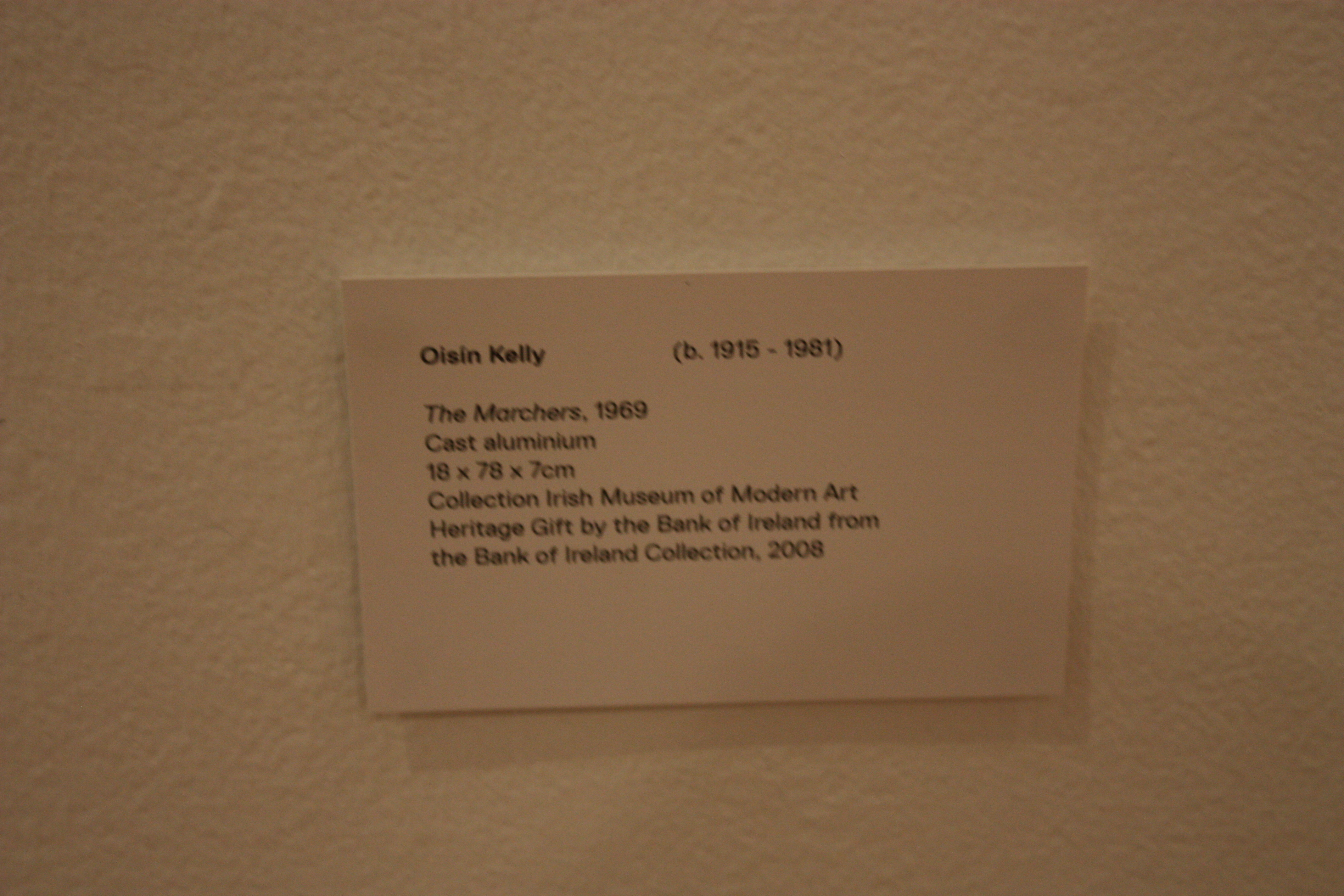
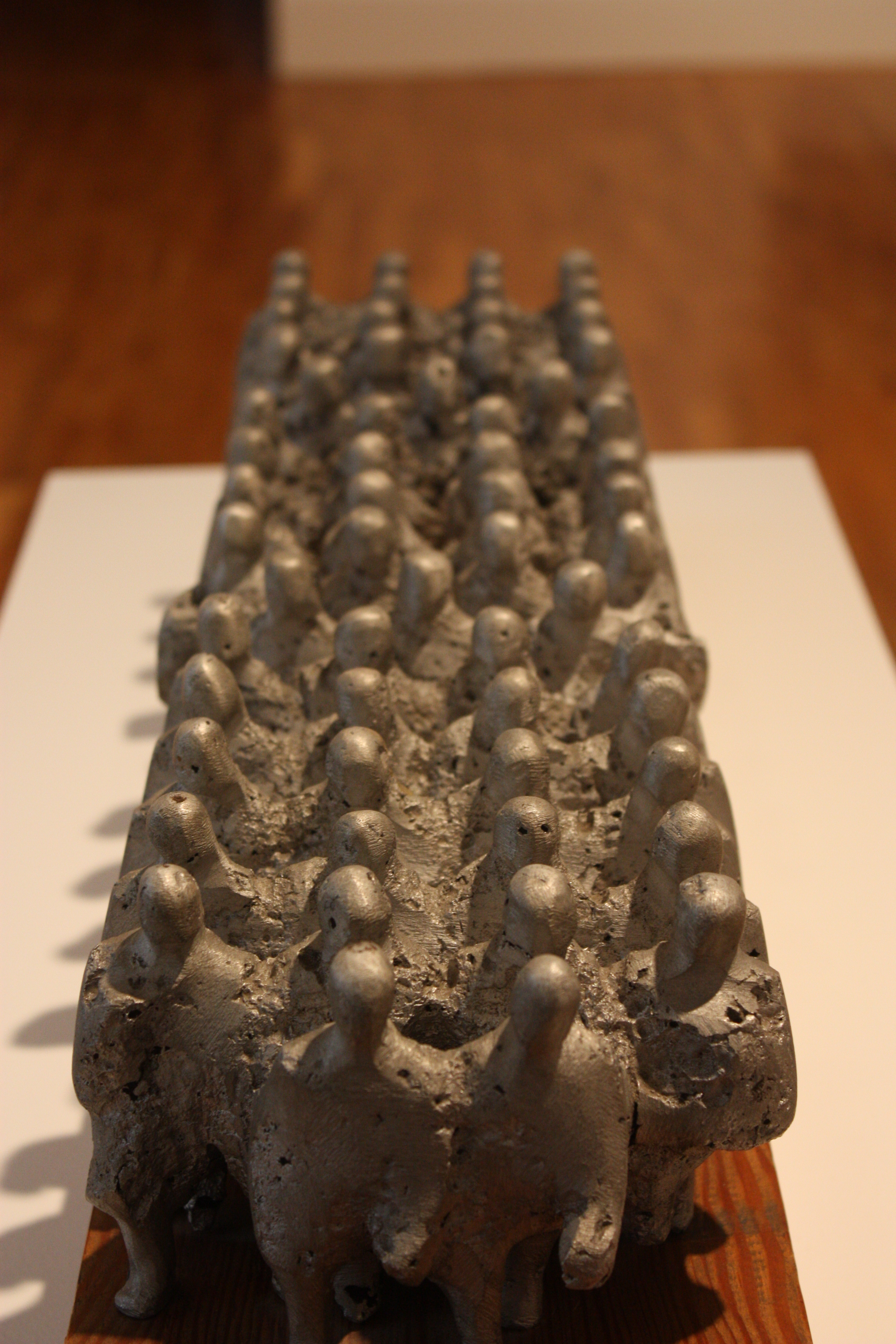